# Hogeschool

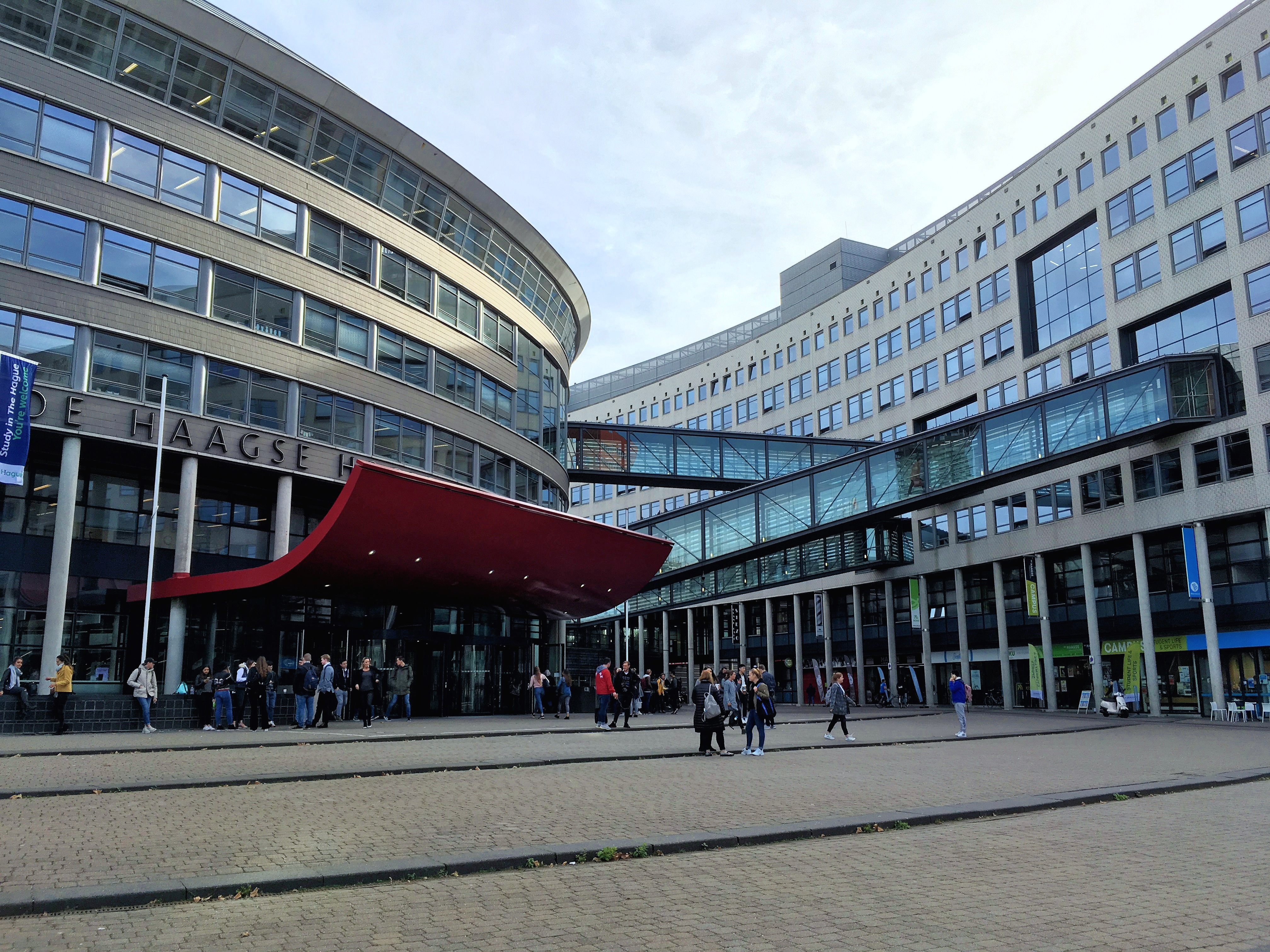
Hoofdvestiging van De Haagse Hogeschool.

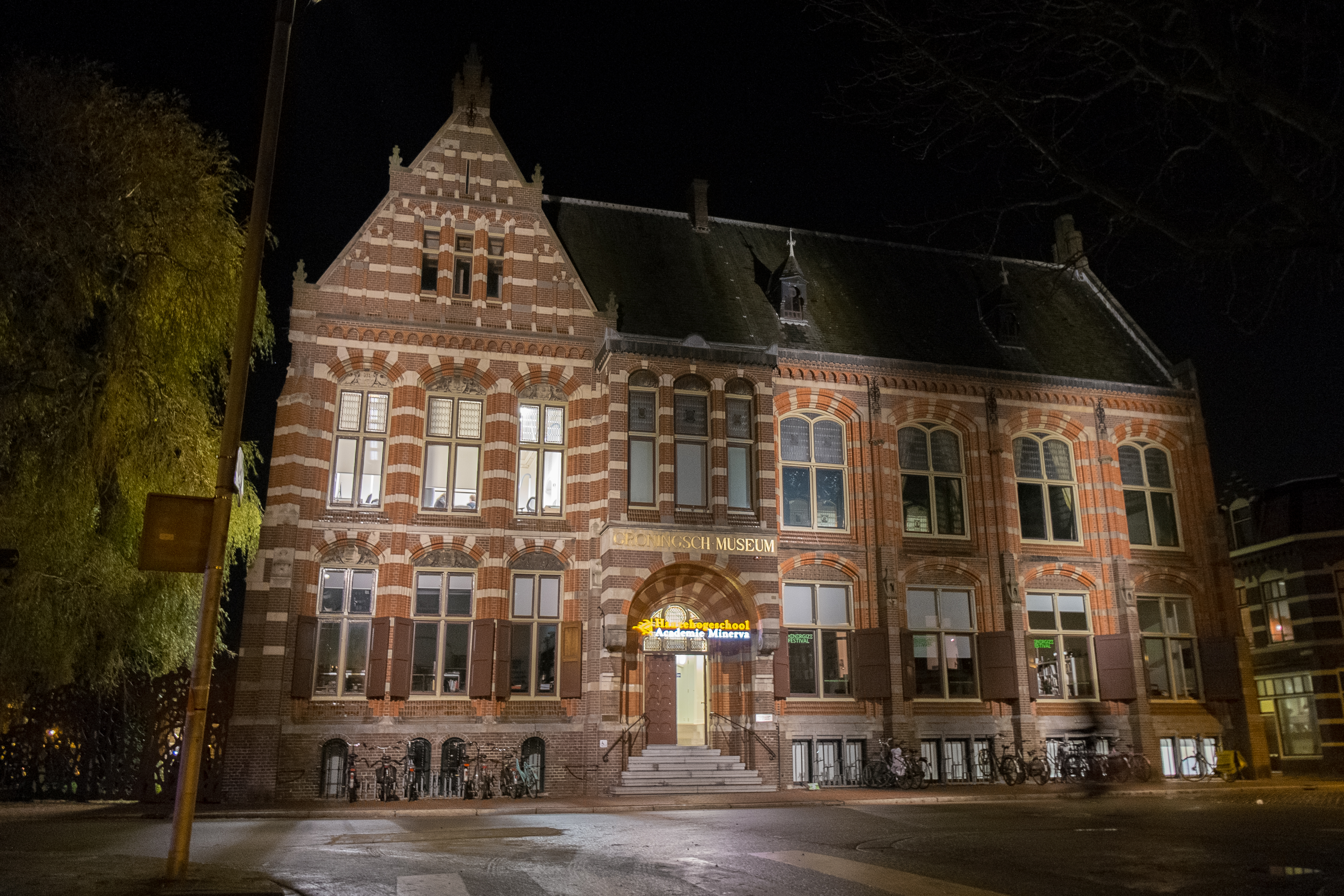
Academie Minerva van de Hanzehogeschool Groningen.

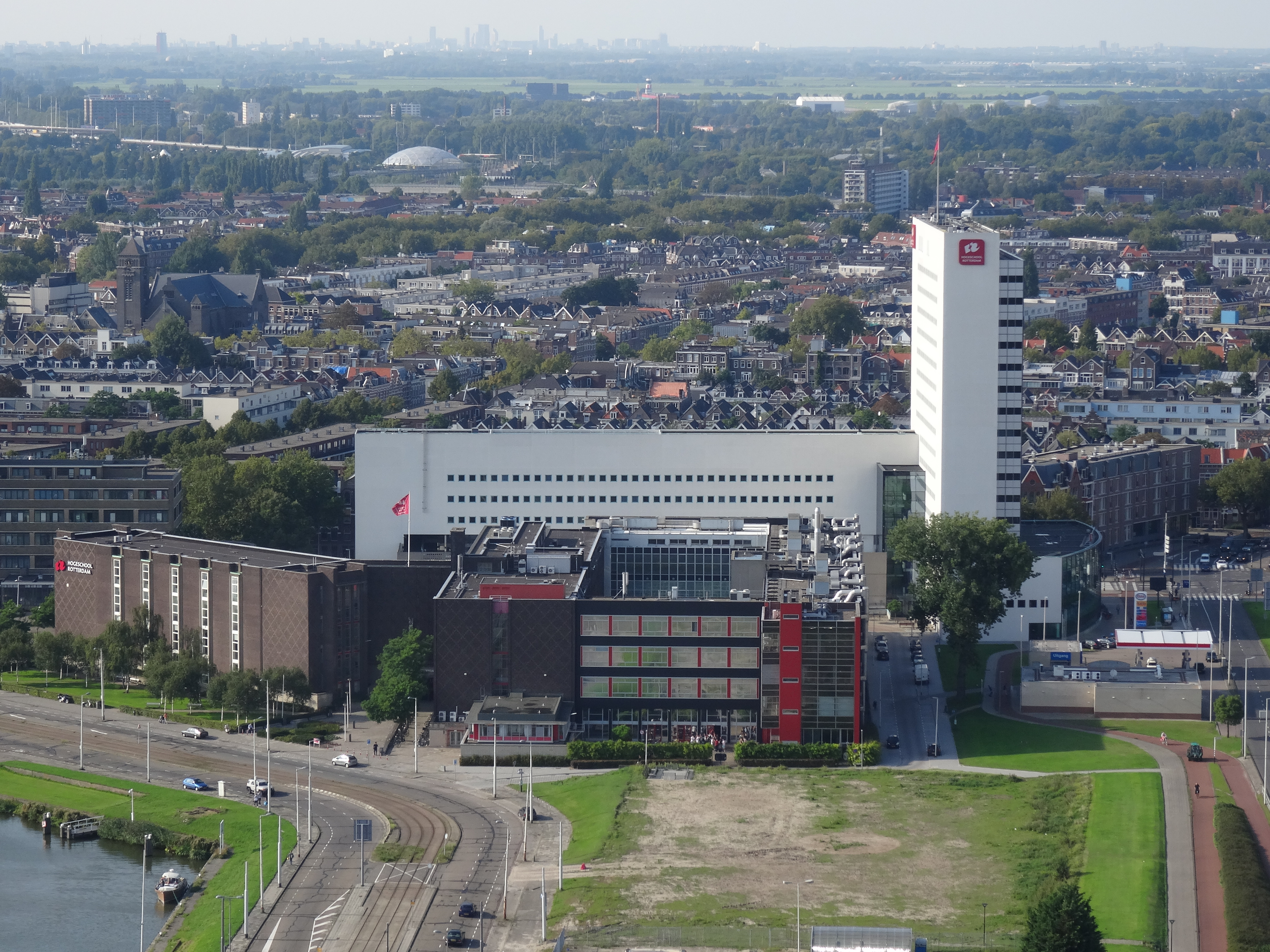
Hoofdvestiging van Hogeschool Rotterdam.

Een hogeschool is een onderwijsinstelling voor niet-universitair hoger onderwijs. In het Engels wordt veelal de benaming University of Applied Sciences gebruikt.

## Nederland en België
Het type onderwijs dat in een hogeschool wordt georganiseerd is in Nederland en België verschillend.
In Nederland is een hogeschool een school voor uitsluitend hoger beroepsonderwijs. Vanouds waren de termen "hogeschool" en "universiteit" min of meer inwisselbaar: tot in de negentiende eeuw werd de Universiteit Leiden aangeduid als de "Hogeschool te Leiden" (niet te verwarren met de huidige Hogeschool Leiden. Tot halverwege de jaren 1980-90 was de naam "hogeschool" voorbehouden aan instellingen voor hoger onderwijs die op universitair niveau functioneerden, maar niet het (volledige) aanbod van de "klassieke", brede universiteiten hadden. Zij waren doorgaans gespecialiseerd in een bepaald vakgebied (technische hogeschool, landbouwhogeschool, economische hogeschool). Daarna werden deze instellingen "universiteit" genoemd, en kwam de term "hogeschool" in zwang voor instellingen voor hoger beroepsonderwijs. Voor technische richtingen (bijvoorbeeld: elektrotechniek, autotechniek, vliegtuigtechniek, weg/waterbouw) is een Hogeschool min of meer te vergelijken met de vroegere hogere technische school of HTS.  
In Vlaanderen is een hogeschool een school voor alle vormen van hoger onderwijs buiten de universiteit. Hogescholen bieden graduaten, professionele bachelors en academische bachelors en masters in de kunsten en de maritieme wetenschappen aan.

### Onderzoek
Vanaf circa 2001 verrichten de Nederlandse hogescholen naast onderwijs ook onderzoek. Het betreft praktijkgericht onderzoek dat zich onderscheidt van het meer fundamentele onderzoek dat aan de universiteiten wordt uitgevoerd. Het onderzoek op een hogeschool wordt uitgevoerd binnen een lectoraat dat onder leiding staat van een lector.
Ook de hogescholen in de Vlaamse hogescholen doen aan praktijkgericht wetenschappelijk onderzoek en academisch onderzoek in de kunsten en de maritieme wetenschappen. De hogescholen werken voor het academisch onderwijs samen met een universiteit.

### Wel en geen academisering
Sedert schooljaar 2012-2013 zijn de masteropleidingen van de Vlaamse hogescholen overgeheveld naar de universiteiten, en daarmee ook het (toegepast) wetenschappelijk onderzoek. Sindsdien leveren hogescholen alleen nog professionele bachelordiploma's af,  graduaatsdiploma's en academische bachelor- en masterdiploma's in de kunsten en de maritieme wetenschappen af.  
In Nederland kan sinds de invoering van de bachelor-masterstructuur aan de hogescholen een graad worden behaald van bachelor en master. In 2007 heeft de wet mogelijk gemaakt dat daarnaast de graad van associate degree kan worden behaald in het Nederlandse hoger beroepsonderwijs.
Een in het Nederlandse hoger beroepsonderwijs behaalde mastergraad kan toelating geven tot de promotie, die leidt tot de graad van doctor. Promoties op een hogeschool vinden tegenwoordig doorgaans alleen plaats in samenwerking met en aan een universiteit. Wel is er de Pilot Professional Doctorate die in 2023 is gestart en waarin het hbo mensen na hun master bekwaamt in het verrichten van praktijkgericht onderzoek. Er is (nog) geen officiële graad verbonden aan deze experimentele opleiding.

### Overzicht Nederlandse hogescholen
Een hogeschool is in Nederland toegankelijk wanneer men minimaal een mbo niveau 4- of havo-diploma in het bezit heeft.
Hogescholen in Nederland kunnen worden erkend door het Nederlandse Ministerie van Onderwijs, Cultuur en Wetenschap. Een hogeschool kan 'bekostigd' of 'aangewezen' zijn. In het eerste geval ontvangt de hogeschool financiering van de overheid, voor de andere houdt de registratie slechts erkenning in. De lijst met bekostigde hogescholen is als bijlage opgenomen in de Wet op het hoger onderwijs en wetenschappelijk onderzoek (WHW).
Alle erkende opleidingen dienen volgens de WHW geregistreerd te staan in het Centraal Register Opleidingen Hoger Onderwijs (CROHO). Hierbij wordt aangegeven of de opleiding 'bekostigd' of 'aangewezen' is. Er is een verschil tussen de status van de hogeschool en de opleiding. Het is daarom mogelijk dat een aangewezen opleiding geregistreerd staat bij een bekostigde hogeschool.

#### Door de Nederlandse overheid bekostigde hogescholen
Alle bekostigde hogescholen zijn lid van de Vereniging Hogescholen, de vereniging van hogescholen in Nederland.
- Aeres Hogeschool (Almere, Dronten, Wageningen)
- Amsterdamse Hogeschool voor de Kunsten (Amsterdam)
- ArtEZ hogeschool voor de kunsten (Arnhem, Enschede, Zwolle)
- Avans Hogeschool (Breda, 's-Hertogenbosch, Tilburg)
- Breda University of Applied Sciences (Breda)
- Christelijke Hogeschool Ede (Ede)
- Codarts, Hogeschool voor de Kunsten (Rotterdam)
- De Haagse Hogeschool (Den Haag, Delft, Zoetermeer)
- Design Academy Eindhoven (Eindhoven)
- Driestar hogeschool (Gouda)
- Fontys Hogeschool (Eindhoven, Tilburg, Venlo, 's-Hertogenbosch, Veghel, Sittard)
- Gerrit Rietveld Academie (Amsterdam)
- HAN University of Applied Sciences (Arnhem, Nijmegen)
- Hanzehogeschool Groningen (Groningen)
- HAS green academy ('s-Hertogenbosch, Venlo)
- Hogeschool de Kempel (Helmond)
- Hogeschool der Kunsten Den Haag (Den Haag)
- Hogeschool Inholland (Alkmaar, Amsterdam, Delft, Den Haag, Dordrecht, Haarlem, Rotterdam)
- Hogeschool IPABO (Amsterdam, Alkmaar)
- Hogeschool KPZ (Zwolle)
- Hogeschool Leiden (Leiden)
- Hogeschool Rotterdam (Rotterdam)
- Hogeschool Utrecht (Utrecht, Amersfoort)
- Hogeschool van Amsterdam (Amsterdam)
- Hogeschool Van Hall Larenstein (Leeuwarden, Velp)
- Hogeschool Viaa (Zwolle)
- Hogeschool voor de Kunsten Utrecht (Utrecht)
- Hotelschool The Hague (Den Haag, Amsterdam)
- HZ University of Applied Sciences (Vlissingen, Middelburg, Roosendaal)
- Iselinge Hogeschool (Doetinchem)
- Marnix Academie (Utrecht)
- NHL Stenden Hogeschool (Leeuwarden, Emmen, Groningen, Meppel, Terschelling, Assen)
- Politieacademie (Apeldoorn), gefinancierd door het Ministerie van Justitie en Veiligheid en geassocieerd lid Vereniging Hogescholen
- Saxion (Enschede, Deventer, Apeldoorn)
- Thomas More Hogeschool (Rotterdam)
- Windesheim (Zwolle, Almere)
- Zuyd Hogeschool (Heerlen, Maastricht, Sittard)

#### Door de overheid erkende ("aangewezen") maar niet bekostigde hogescholen
De niet-bekostigde hogescholen zijn lid van de NRTO, de Nederlandse Raad voor Training en Opleiding.
- Azusa theologische hogeschool (Amsterdam) (niet meer erkend door MinOCW, volgens de CROHO register, tenminste onder oorspronkelijke naam)
- B.V. Hogeschool Delta (Deventer)
- Bourdon Hogeschool voor Muziek (Gouda)
- Business School Nederland (Buren)
- Capabel Hogeschool
- Dutch Delta Business School (Wapenveld)
- EuroCollege Hogeschool (Rotterdam)
- Instituut Brouwer (Almere)
- ITV Hogeschool voor Tolken en Vertalen (Utrecht)
- HBO Nederland (Arnhem)
- Hogeschool Dirksen B.V. (Arnhem)
- Hogeschool DOC (Alkmaar, Eindhoven, Emmen, Rotterdam)
- Hogeschool E3 (Maastricht)
- Hogeschool GEO (Apeldoorn)
- Hogeschool Hanzesteden (Deventer)
- Hogeschool ISBW B.V. (Utrecht)
- Hogeschool IVA Driebergen (Driebergen)
- Hogeschool Management Documentaire Informatievoorziening (Woerden; HMDI)
- Hogeschool NCOI (Hilversum, Utrecht)
- Hogeschool Notenboom (Eindhoven)
- Hogeschool Praehep (Almere) (gefuseerd met Markus Verbeek Praehep)
- Hogeschool Rens & Rens (Hilversum, in 2005 failliet gegaan)
- Hogeschool Schoevers (Den Haag)
- Hogeschool Schumann Akademie (Zwolle)
- Hogeschool Thim van der Laan (Nieuwegein)
- Hogeschool Thorbecke (Almelo)
- Hogeschool Tio (Amsterdam, Rotterdam, Eindhoven, Utrecht en Hengelo)
- Hogeschool West-Nederland voor Vertaler en Tolk (Den Haag)
- Hogeschool Wittenborg (Apeldoorn)
- Inholland Select Studies (Rotterdam)
- InterCollege Business School (Utrecht en Den Haag)
- LOI Hogeschool (Leiderdorp)
- Markus Verbeek Praehep (Hilversum)
- Nationale Luchtvaart School (Beek)
- NEA Transport Hogeschool (Utrecht)
- NTA-Academie (Groningen)
- Hogeschool NTI (Leiden)
- PBNA-HBO (Arnhem)
- Stichting ABC Hogeschool Dordrecht en Omstreken (Dordrecht)
- Stichting Hieronymus Hogeschool voor Vertalen (Arnhem, Utrecht)
- Stichting Hogere Opleidingen 'Bandoera' (Groningen)
- Stichting Hoger Onderwijs NOVI (Amsterdam)
- Stichting Hoger Onderwijs voor Bedrijfskundige Informatiekunde (Amsterdam)
- Stichting Amsterdamse Balletacademie (Amsterdam)
- TMO Fashion Business School (Doorn)

#### Door de overheid niet erkende en niet bekostigde hogeschool
- Evangelische Hogeschool (Amersfoort)

### Overzicht Belgische hogescholen

#### Nederlandstalige hogescholen

##### Voor de academisering
Hieronder staan de 23 hogescholen in Vlaanderen die in 2009 erkend waren bij de Vlaamse overheid (Departement Onderwijs en Vorming) als hogeschool. Veel van deze hogescholen zijn in 1995-1996 ontstaan door fusie en samenvoeging van voorheen een veel groter aantal afzonderlijke hogescholen, zoals conservatoria, normaalscholen, verpleegstersscholen, scholen voor industrieel ingenieurs, tolken, handelshogescholen, sociale hogescholen, technische hogescholen, landbouwhogescholen etc.
Vanaf 2009-2010 kwam er een tweede grote fusieronde op gang.
Autonome hogescholen:
- Artesis Hogeschool Antwerpen (Antwerpen)
- Erasmushogeschool Brussel (Brussel)
- Hogere Zeevaartschool Antwerpen (Antwerpen)
- Hogeschool Gent (Gent - Aalst - Melle)
- Hogeschool West-Vlaanderen (Brugge - Kortrijk)
- XIOS Hogeschool Limburg (Hasselt - Diepenbeek)

Provinciale hogescholen:
- Plantijn Hogeschool (Antwerpen)
- Provinciale Hogeschool Limburg (Hasselt - Diepenbeek - Genk)

Katholieke hogescholen:
- Arteveldehogeschool (Gent)
- De Nayer Instituut (Sint-Katelijne-Waver)
- Groep T Hogeschool (Leuven)
- HUB-EHSAL (Brussel) in 2003 ontstaan uit:
  - EHSAL
  - Katholieke Hogeschool Brussel
  - IRIS Hogeschool Brussel
- Karel de Grote-Hogeschool (Antwerpen)
- Katholieke Hogeschool Brugge-Oostende (Brugge - Oostende)
- Katholieke Hogeschool Kempen (Geel, Turnhout, Lier, Vorselaar)
- Katholieke Hogeschool Leuven (Leuven - Diest)
- Katholieke Hogeschool Limburg (Diepenbeek - Hasselt - Genk)
- Katholieke Hogeschool Sint-Lieven (Gent - Aalst - Sint-Niklaas)
- Hogeschool VIVES (Brugge -Kortrijk - Oostende - Roeselare - Torhout)
- Katholieke Hogeschool Mechelen (Mechelen)
- Lessius Hogeschool (Antwerpen)
- Hogeschool voor Wetenschap & Kunst (Brussel - Gent - Leuven)
- Hogeschool Sint-Lukas Brussel (Brussel)

##### Academisering en fusies
Vanaf 2012-2013 worden de masteropleidingen aan de hogeschool overgedragen aan de universiteit van de associatie waartoe de hogeschool behoort (met uitzonderingen van de masteropleidingen in de kunsten en de maritieme wetenschappen), academisering genoemd. Omdat daardoor deze masteropleidingen qua studentenaantallen bij de universiteiten worden gerekend, en niet meer bij de hogescholen, worden sommige hogescholen te klein, en zoeken ze een fusiepartner.
- Zo werden de Katholieke Hogeschool Kempen, het Lessius Mechelen en de Lessius Hogeschool samen de Hogeschool Thomas More. Lessius Mechelen was hiervoor al ontstaan uit de Katholieke Hogeschool Mechelen en Instituut De Nayer.
- Ook de Artesishogeschool Antwerpen en Plantijnhogeschool Antwerpen fuseerden tot Artesis Plantijn Hogeschool Antwerpen.
- In Limburg fuseerden de XIOS Hogeschool Limburg en de Provinciale Hogeschool Limburg tot Hogeschool PXL.
- In West-Vlaanderen fusioneerden KATHO en Katholieke Hogeschool Brugge-Oostende tot Katholieke Hogeschool Vives en vervolgens gewoon tot Hogeschool VIVES (in hoofdletters).
- Sint-Lukas Brussel werd te klein en fuseerde met de Hogeschool voor Wetenschap & Kunst.
- In 2016 fuseerden de Katholieke Hogeschool Leuven, de Katholieke Hogeschool Limburg en de restanten van Groep T tot UC Leuven-Limburg.
- De Hogeschool-Universiteit Brussel en Katholieke Hogeschool Sint-Lieven fuseerden op 1 januari 2014. Vanaf september 2014 werd de nieuwe naam Odisee aangenomen.

Tegelijk moedigt het subsidiebeleid de afbouw aan van "dubbels" in de opleidingen die (geografisch) dicht bij elkaar liggen. Ook de interne staatshervorming van de Vlaamse Regering duwt in dezelfde richting, aangezien die aandringt op het terugschroeven van de (onderwijs)bevoegdheid van de provincies. Door bovenstaande evoluties is het aantal hogescholen van 23 in 2009 teruggebracht tot 13 in 2014.

##### Huidige hogescholen
- AP Hogeschool Antwerpen (Antwerpen, Mechelen, Turnhout)
- Odisee (Brussel, Gent, Aalst, Sint-Niklaas)
- LUCA School of Arts (Brussel, Gent, Leuven)
- Hogeschool VIVES (Brugge, Kortrijk, Oostende, Roeselare, Torhout)
- Thomas More (Mechelen, Antwerpen, Lier, Geel, Vorselaar, Turnhout)
- UC Leuven-Limburg (Leuven, Diest, Hasselt, Diepenbeek, Genk)
- Antwerp Maritime Academy (Antwerpen)
- Karel de Grote-Hogeschool (Antwerpen)
- Arteveldehogeschool (Gent)
- Hogeschool Gent (Gent - Aalst - Melle)
- Hogeschool West-Vlaanderen (Brugge - Kortrijk)
- Hogeschool PXL (Hasselt - Diepenbeek)
- Erasmushogeschool Brussel (Brussel, Diest, Leuven en Mechelen)

#### Franstalige hogescholen
- Haute École Francisco Ferrer
- Haute École Galilée
- Haute École Paul Henri Spaak
- Haute École Lucia de Brouckère
- Haute École Libre de Bruxelles Ilya Prigogine
- Haute École ICHEC – ISC Saint-Louis - ISFSC
- Haute École de Bruxelles (HEB)
- École pratique des hautes études commerciales
- Haute École Léonard de Vinci
- Haute École de la Province de Liège (HEPL)
- Haute École de la Ville de Liège
- Haute École Libre Mosane (HELMo)
- Haute École Charlemagne (HECh)
- Haute École de Namur-Liège-Luxembourg (Henallux)
- Haute École de la Province de Namur (Namur)
- Haute École Albert Jacquard
- Haute École en Hainaut
- Haute École Louvain en Hainaut
- Haute École provinciale de Hainaut Condorcet
- Haute École Robert Shuman
- École nationale supérieure des arts visuels ("La Cambre", Brussel)

#### Duitstalige hogescholen
België telt ook een Duitstalige hogeschool.
- Autonome Hochschule Ostbelgien (Eupen)

#### Anderstalige hogescholen
Enkele hogescholen in het Vlaamse en Brusselse landsgedeelte worden niet erkend door de overheid, doch bieden op zowel bachelor- als masterniveau opleidingen aan die voornamelijk in het Engels doorgaan.
- BBA Business School of Hotel Management (Brussel)
- Boston University (Brussel)

## Engelstalige landen
Een Nederlandse of Vlaamse hogeschool is min of meer een instelling die te vergelijken is met wat een college genoemd wordt in het Verenigd Koninkrijk, Ierland en de Verenigde Staten.
Een dergelijk college is een instituut voor hoger onderwijs dat geaccrediteerd is om academische graden te verlenen. Sinds de academisering zijn echter in Vlaanderen en Nederland enkel de universiteiten geaccrediteerd om een academische graad te verlenen.
Onder de term college worden uiteenlopende onderwijsniveaus gerubriceerd. Zo kan het gaan om een liberal arts college voor academisch onderwijs aan een universiteit als Harvard, maar ook om een community college voor beroepsonderwijs en praktisch gerichte opleidingen.
Een high school in de Verenigde Staten is iets anders dan een hogeschool. Hier gaat het om een onderwijsinstelling voor secundair onderwijs.

## Duitsland
In Duitsland is Hochschule de verzamelnaam voor Universitäten en Fachhochschulen. Naar een universiteit mag men normaliter alleen met een Abitur, het diploma van een Gymnasium (ook te krijgen op een Gesamtschule). Een Fachhochschule (FH) is wat in het Engels university of applied science heet: een hogere school met meer op de praktijk gerichte studies. Voor toelating tot een FH is de Fachhochschulreife nodig.
Een Technische Hochschule heeft een universitair niveau, maar de meeste van deze instellingen zijn inmiddels naar Technische Universität hernoemd.

## Oostenrijk
Oostenrijk kent naast universiteiten een stelsel van Fachhochschulen voor niet-universitair toegepast hoger onderwijs.

## Zwitserland
Naast verschillende universiteiten heeft Zwitserland twee "hogescholen" op universitair niveau: de Eidgenössische Technische Hochschule Zürich en de École Polytechnique Fédérale de Lausanne. Andere Hochschulen zijn Fachhochschulen die niet-universitair toegepast hoger onderwijs bieden.